# 書寫動作分析
書寫動作分析（Handwriting movement analysis）是有關手寫及绘画中運動的研究和分析，是運筆學中重要的一部份。西方運筆學的研究開始於1982年在荷蘭奈梅亨主辦的國際書寫運動分析研討會（International Workshop on Handwriting Movement Analysis）。這是國際筆跡學會議（International Graphonomics Conferences）中的第一個會議。
書寫是最廣泛教授的動作技能，也是在國小學習的第一個動作技能。學習書寫技能後，需要花幾年的時間練習並且成熟，直到成人時掌握書寫技能為止。書寫不只是用墨水在紙上留下的痕跡，書寫本身也是動作。要瞭解書寫的過程，才能瞭解書寫後產生的字。早在現代量測技巧問世之前，就已有人開始研究書寫的動作。
現代若要研究書寫動作，記錄或處理相關資訊，需要有三種工具：捕捉書寫動作的設備、儲存並處理運動資料的實驗室電腦、以及讓研究人員不用自行編寫軟體，即能進行特定實驗的軟體。書寫動作分析也用來研究繪圖、手眼協調，以及其他研究者希望記錄，用筆進行的動作。

## 外部連結
- Annotated bibliography of references to handwriting recognition and pen computing （页面存档备份，存于）
- Notes on the History of Pen-based Computing (Youtube) （页面存档备份，存于）